# هوزووا
هوزووا (به چکی: Huzová) یک منطقهٔ مسکونی در جمهوری چک است که در ناحیه اولومووتس واقع شده‌است. هوزووا ۳۴٫۳۹ کیلومتر مربع مساحت و ۶۲۲ نفر جمعیت دارد و ۵۳۴ متر بالاتر از سطح دریا واقع شده‌است.